# Dongtundu (häradshuvudort i Kina, Hunan Sheng, lat 28,18, long 113,03)
Dongtundu (kinesiska: 东屯渡, 芙蓉区) är en häradshuvudort i Kina. Den ligger i provinsen Hunan, i den södra delen av landet, nära eller i provinshuvudstaden Changsha. Antalet invånare är 523 997. Befolkningen består av 260 332 kvinnor och 263 665 män. Barn under 15 år utgör 11,0 %, vuxna 15-64 år 81 %, och äldre över 65 år 6,0 %.
Runt Dongtundu är det tätbefolkat, med 459 invånare per kvadratkilometer. Närmaste större samhälle är Changsha, 6,2 km väster om Dongtundu. Runt Dongtundu är det i huvudsak tätbebyggt.
Genomsnittlig årsnederbörd är 1 884 millimeter. Den regnigaste månaden är maj, med i genomsnitt 338 mm nederbörd, och den torraste är oktober, med 45 mm nederbörd.